# Virga Jessebasiliek
De Virga Jessebasiliek is een basiliek in de Kapelstraat van Hasselt met als belangrijkste kerkschat het Virga Jessebeeld van Maria.

## Toelichting
De Virga Jessebasiliek (vroeger Onze-Lieve-Vrouwekerk genoemd) in Hasselt staat op de plaats waar in 1334 een lid van het Broederschap van Onze-Lieve-Vrouw de Clerkenkapel bouwde. In 1727 werd ze vervangen door een kerk in laat-barokke en vroeg-classicistische stijl.
François-Xavier de Mérode verkreeg van paus Pius IX de opdracht om de basiliek pauselijk te kronen op 15 augustus 1867.
In november 1944 werden de kerk en de aanpalende huizen zwaar geteisterd door een V-1. Zestien mensen verloren daarbij het leven. Het Virga Jessebeeld, dat in het midden van de kerk opgesteld stond, werd nagenoeg ongeschonden vanonder het puin gehaald. De wederopgebouwde kerk werd in 1951 opnieuw in gebruik genomen.
Op 6 mei 1998 verhief Paus Johannes Paulus II de kerk tot basiliek, een eretitel die bijvoorbeeld aan bedevaartsoorden wordt verleend. De eretekens van de basiliek staan op het koor, nl. een conopeum, een parasolvorig baldakijn in rode-gele pauselijke kleuren, en een tintinnabulum, een klokje in een mooie houder.
Sinds 1980 is de basiliek een beschermd monument.
Naar aanleiding van de Zevenjaarlijke feesten van 2017 onderging de basiliek een grondige renovatie door de groep Spectrum Collectief bvba. Het mariabeeld werd verplaatst naar een nieuwe kapel rechts vooraan, de praalgraven kregen een andere locatie en de kerk kreeg een nieuwe verlichting.
In 2023 werd de klokkentoren van de Virga Jessebasiliek in Hasselt gedeeltelijk afgebroken vanwege ernstige stabiliteitsproblemen. Dit gebeurde nadat omwonenden vaststelden dat een van de verticale balken zichtbaar doorgebogen was. De torenspits was verzwakt door houtrot en andere structurele gebreken. Dit was tijdens de routinecontroles van Monumentenwacht niet eerder vastgesteld. De veiligheid kon niet langer worden gegarandeerd en er werd besloten om het bovenste deel van de toren, inclusief het klokkenspel, te verwijderen. Deze ingreep was noodzakelijk om verdere schade te voorkomen en de veiligheid van de bezoekers en voorbijgangers te waarborgen. Er zijn plannen om de toren te restaureren.

## Kunstschatten
- het 14e-eeuwse gotische eikenhouten Virga Jessebeeld. Het beeld overleefde de beeldenstorm en op 4 november 1944 een V-1 die de kerk en een deel van de straat (Kapelstraat) verwoestte.
- kunstschatten uit de verdwenen abdijkerk van Herkenrode.
  - het barokke altaar van Jean Del Cour (1631-1707), oorspronkelijk het altaar van de abdijkerk van Herkenrode.
  - het marmeren praalgraf van abdis Anna Catharina de Lamboy van Artus Quellinus de Jonge (1625-1700)
  - het praalgraf van abdis Barbara de Rivière d'Arschot door Laurent Delvaux (1682-1745). Beide praalgraven eveneens afkomstig van de abdijkerk van Herkenrode.
- de biechtstoel vooraan rechts waar het Heilig Paterke van Hasselt Valentinus Paquay jarenlang de biecht hoorde. De biechtstoelen dateren van 1858-1867 en zij werden uitgevoerd door beeldhouwer Janssens van Sint-Truiden.
- een gedeelte van de kerkschat is tentoongesteld in het museum Het Stadsmus.
  - mantels en juwelen voor het Virga Jessebeeld, waaronder het zilveren 'kleedje van de Morin' dat door Vlaanderen erkend is als topstuk
  - een kruisvormig reliekostensorium (1703) met een reliek van het heilig kruis
  - een unieke set van reukappels
  - een barokke zonnemonstrans van Nicolaas Sigers en Steven Van der Locht (1669) is eveneens opgenomen in de Topstukkenlijst van de Vlaamse Overheid

## Het orgel
Het orgel (± 1860) is van de orgelbouwer Arnold Clerinx. Het staat in de basiliek sinds 1952. Oorspronkelijk deed het dienst in de Sint-Elisabethzaal in Antwerpen.
Het orgel werd gerestaureerd in 2003.

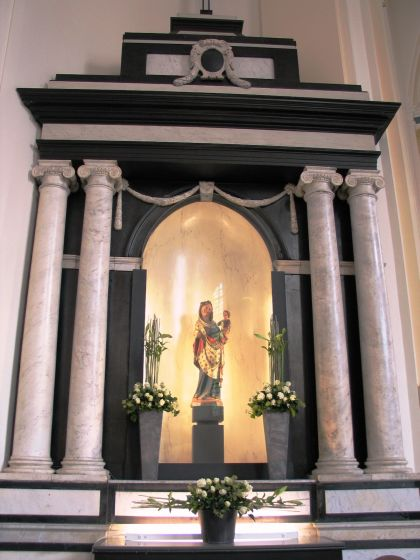
Virga Jessebeeld
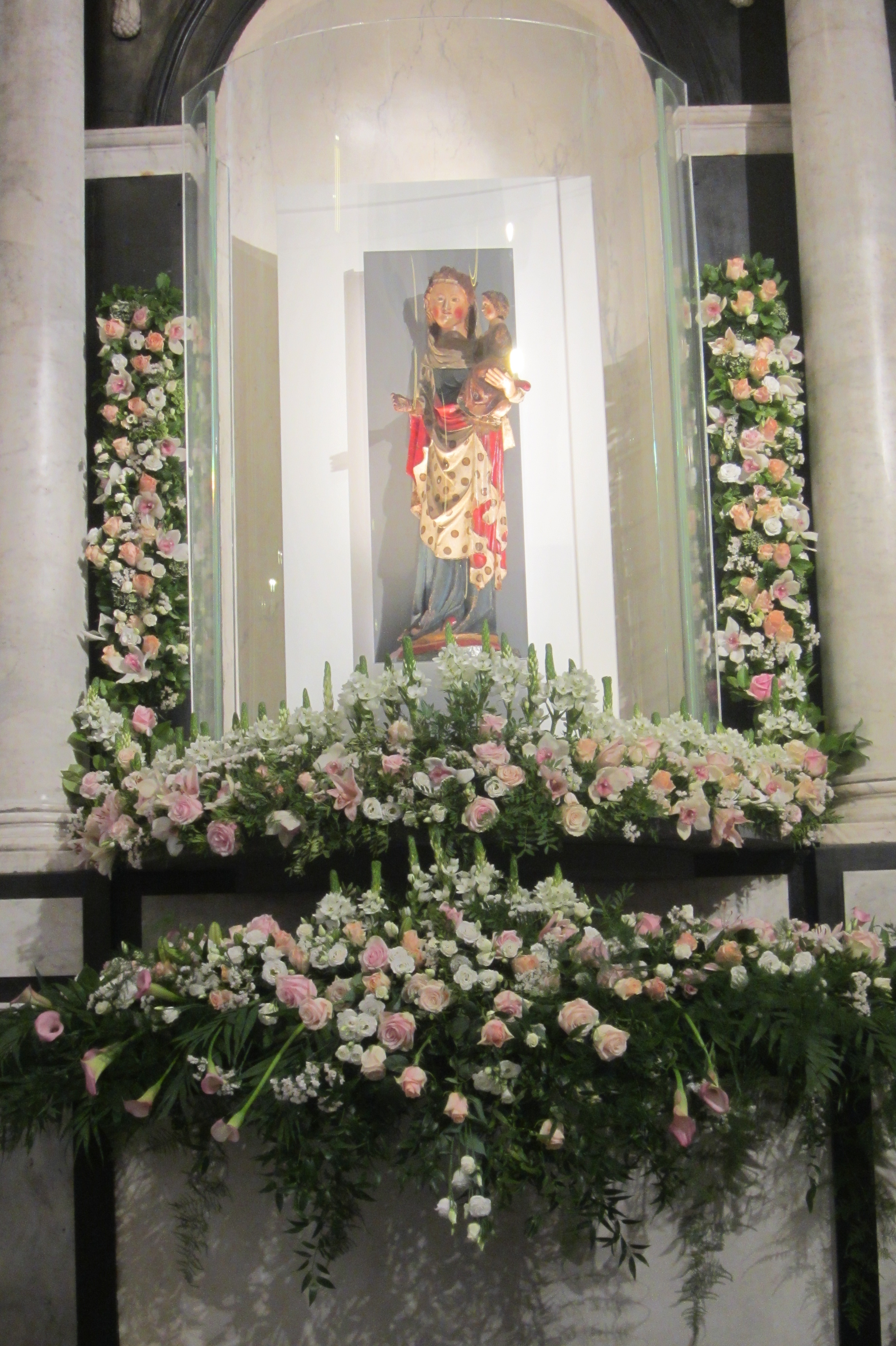
Virga Jesse tijdens de Zevenjaarlijkse Feesten, 2017
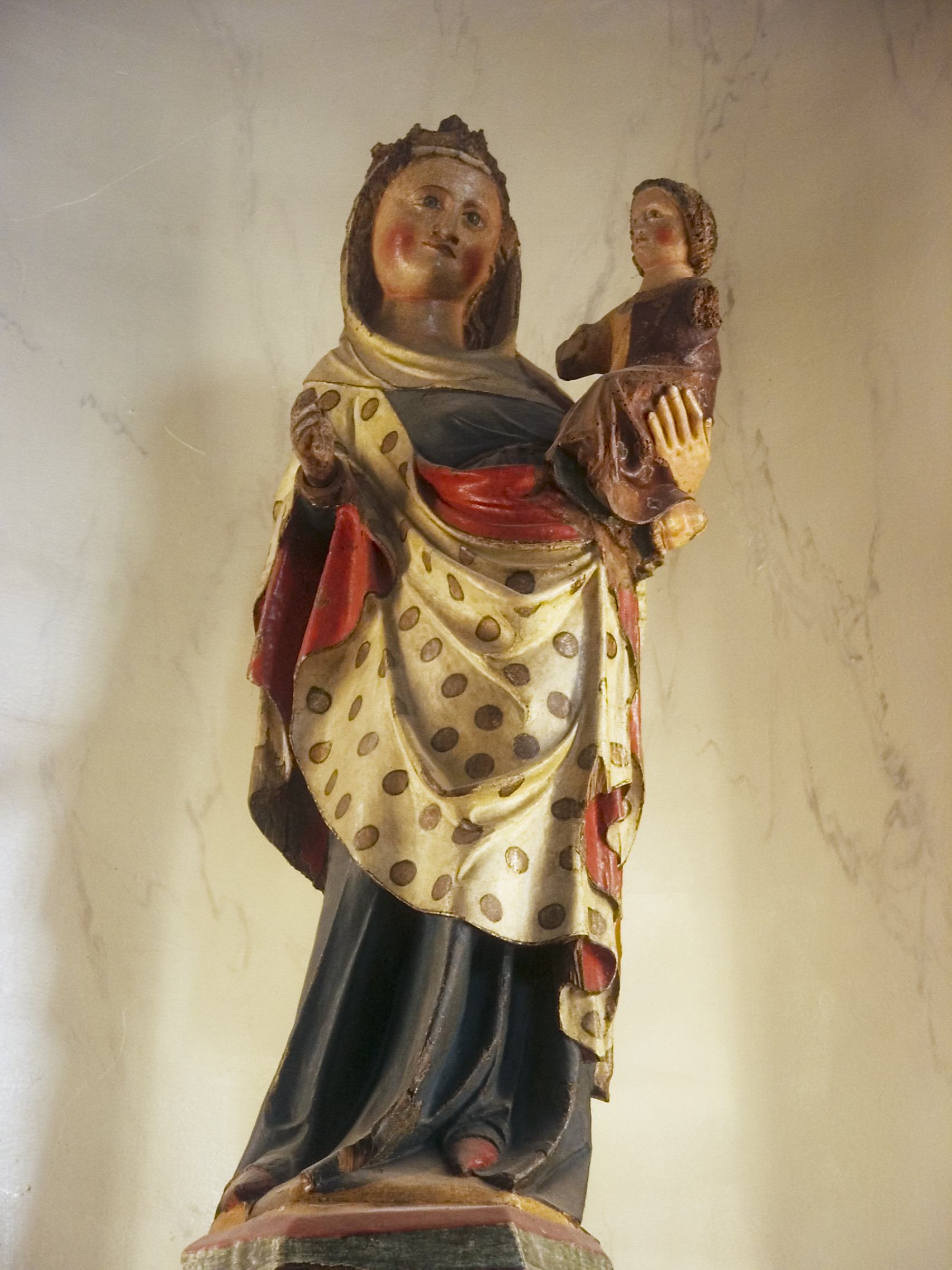
Virga Jessebeeld
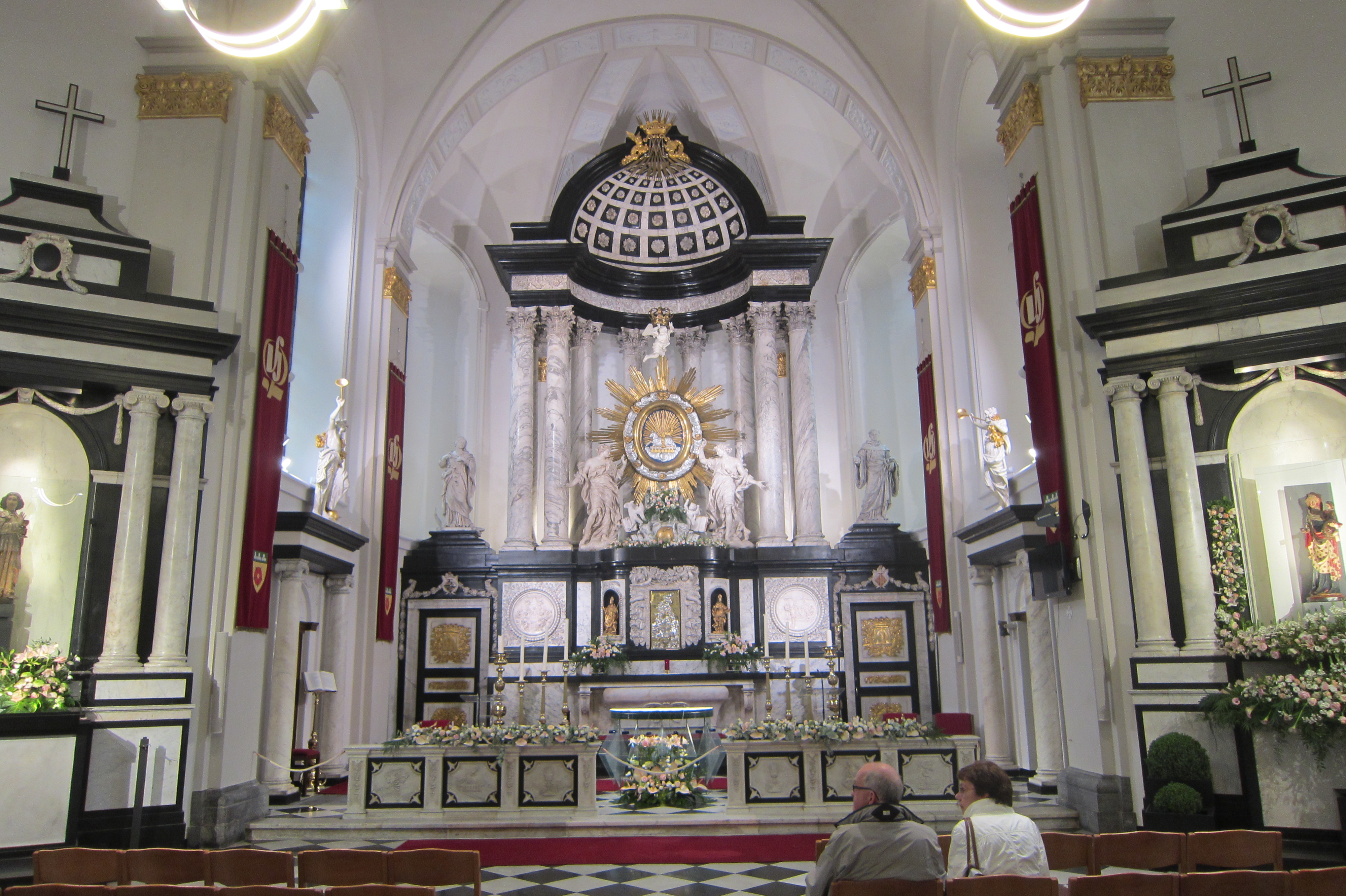
Koor Virga Jessebasiliek, 2017
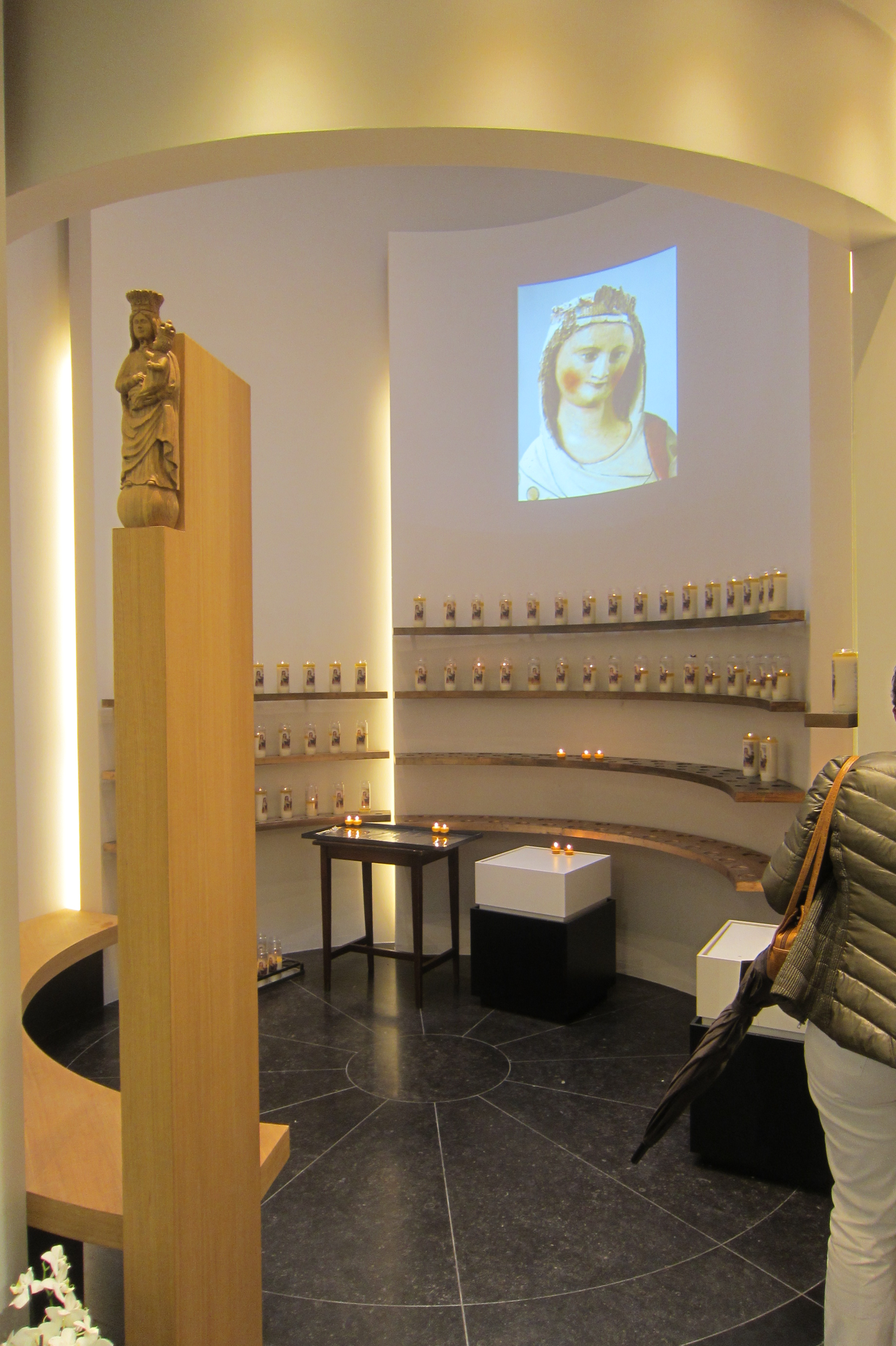
Virga Jessekapel rechts vooraan in de Virga Jessebasiliek, 2017
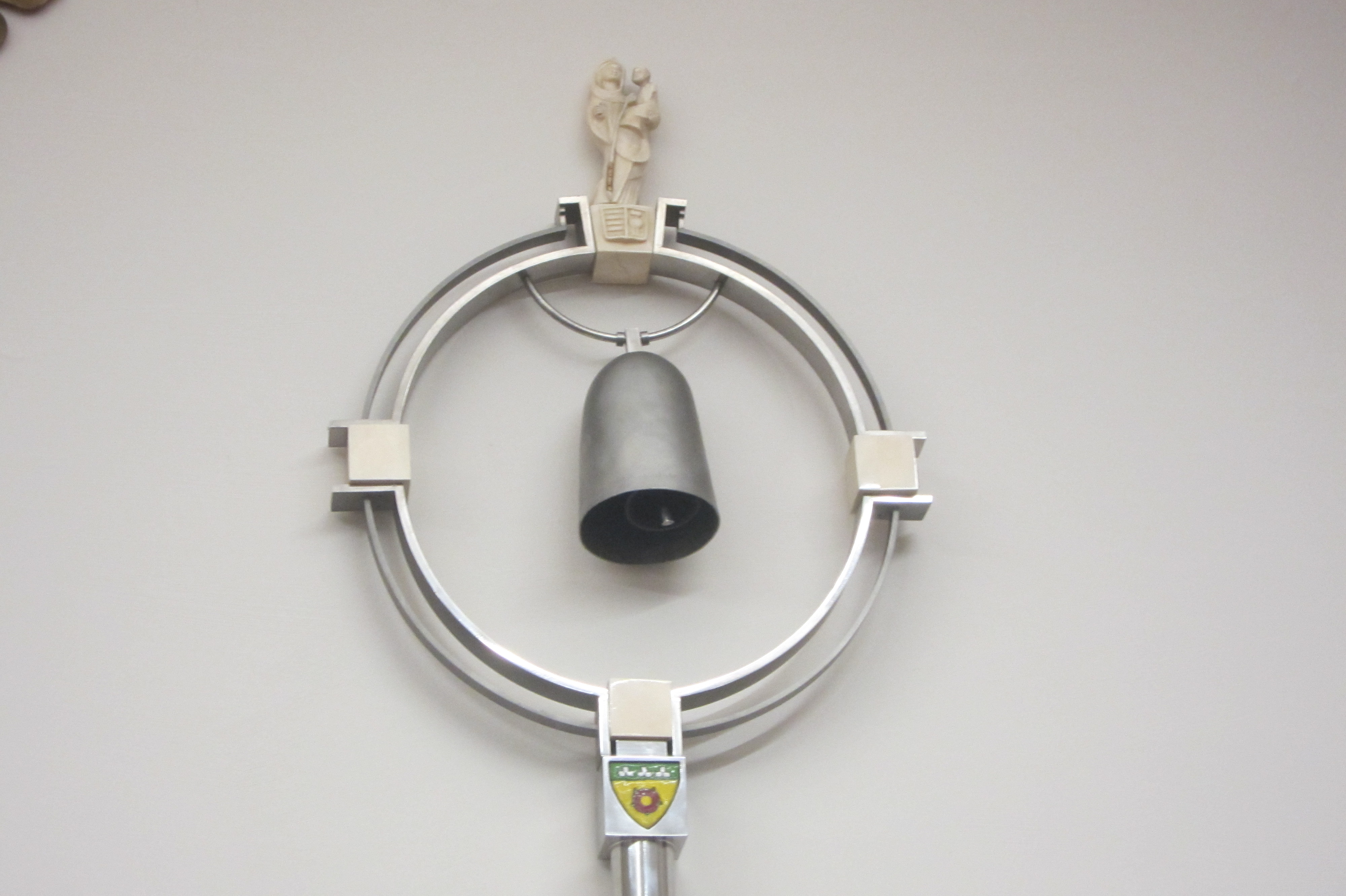
Tintinnabulum van de Virga Jessebasiliek
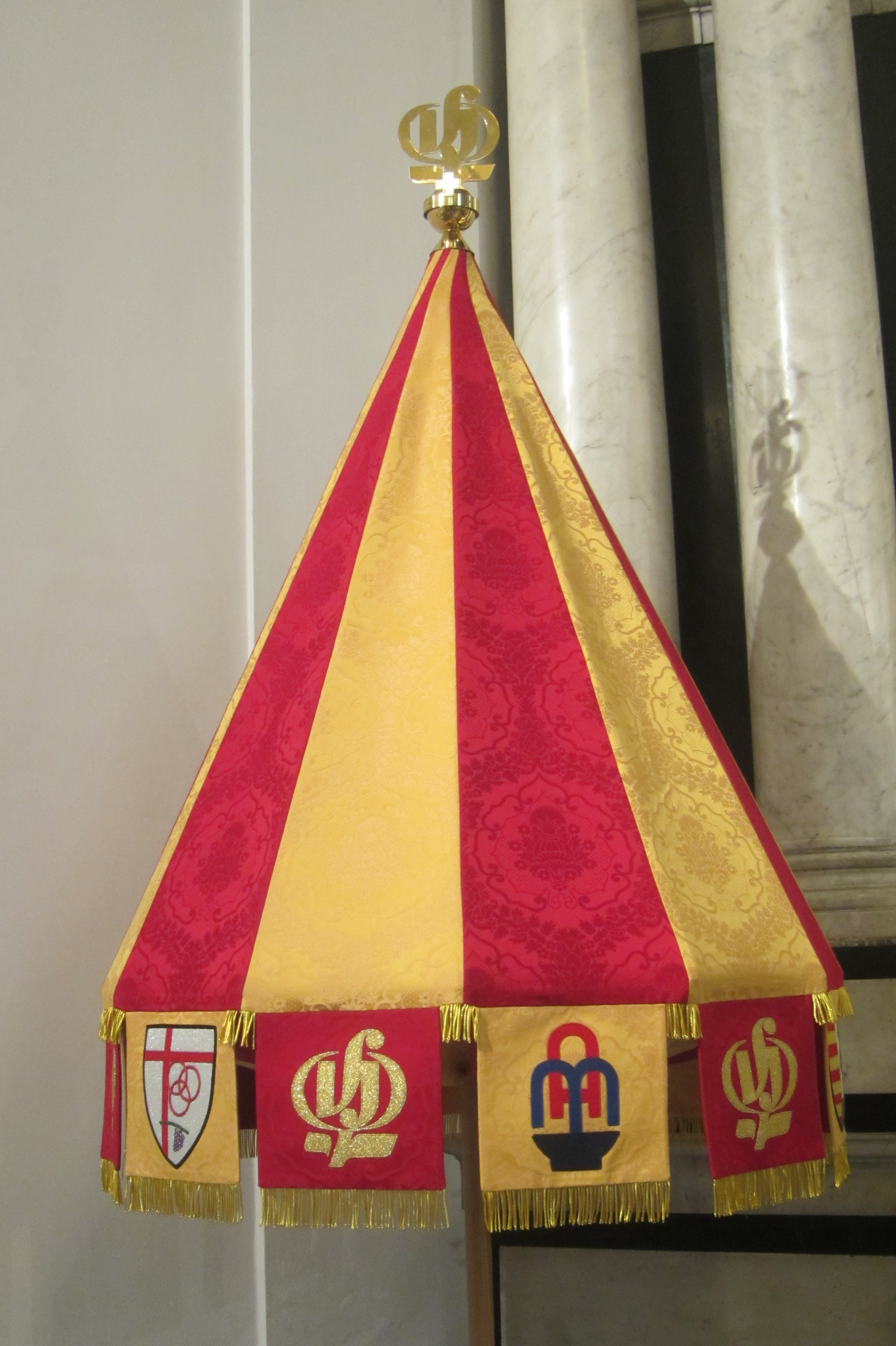
Conopeum van de Virga Jessebasiliek
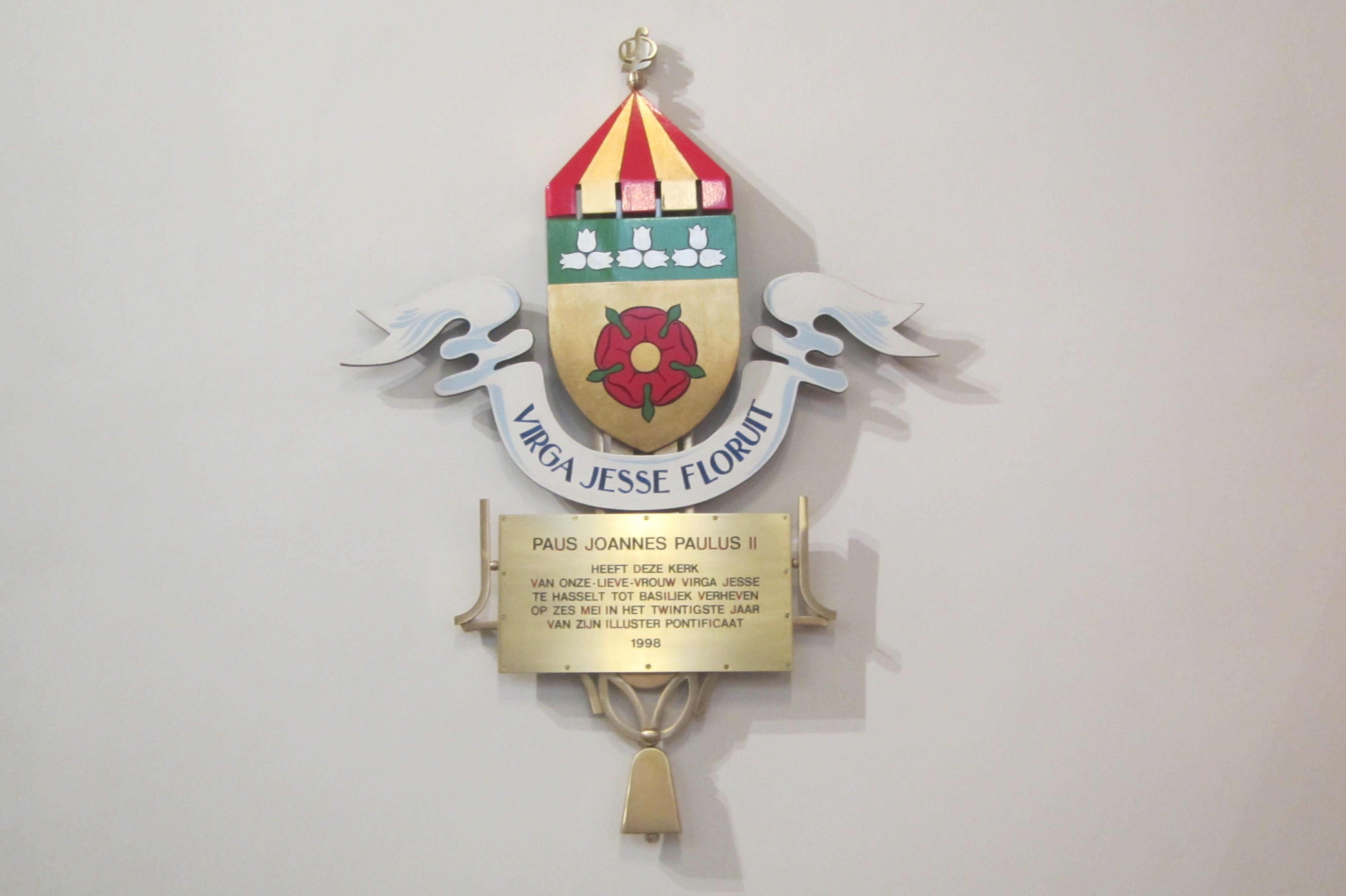
Verheffing van de Virga Jessekerk te Hasselt tot basiliek in 1998 door Paus Johannes Paulus II